# Combles-en-Barrois

Combles-en-Barrois este o comună în departamentul Meuse din nord-estul Franței. În 2010 avea o populație de 863 de locuitori.

## Evoluția populației
| An        | 1975 | 1982 | 1990 | 1999 | 2006 | 2010 |
| --------- | ---- | ---- | ---- | ---- | ---- | ---- |
| Populație | 590  | 805  | 814  | 799  | 861  | 863  |